# ダンスホール

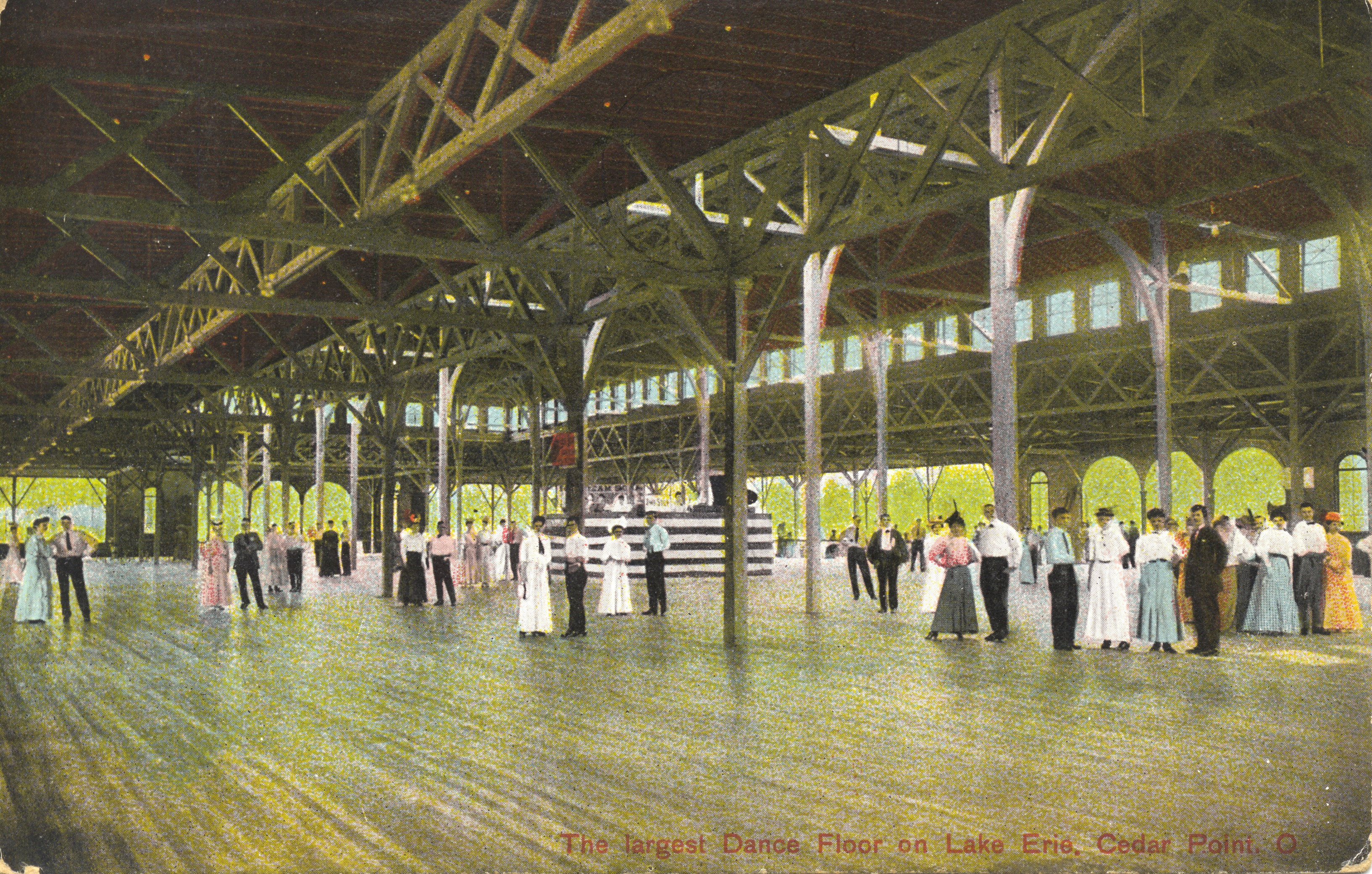
大規模なダンスホール。20世紀初頭のポストカードより。1882年建設、米国オハイオ州シダーポイント

ダンスホール (Dance hall) とは、ダンスを楽しむための場所、またはその場所を提供する店舗をいう。ダンス教室やダンス練習場を兼ねたものもある。

## アメリカ

### 主なダンスホール
- サヴォイ・ボールルーム（en:Savoy Ballroom）
ニューヨークには1926年から1958年まで約4000人収容のダンスホール「サヴォイ・ボールルーム」（Savoy Ballroom）が存在した[1]。

## フランス

### 主なダンスホール
- ムーラン・ド・ラ・ギャレット
モンマルトルにはアンリ・ド・トゥールーズ＝ロートレックらも絵画に描いた著名なダンスホール「ムーラン・ド・ラ・ギャレット」が存在した[2]。建物は内装が一新されレストランとなっている[2]。

## 中国

### 主なダンスホール
- パラマウント（zh:百乐门舞厅）
上海には1932年にオープンしたアールデコ建築のダンスホール「パラマウント」がある[3]。20世紀前半には上流階級の社交場として極東一のダンスホールと称されていた[3]。

## 日本

### 歴史

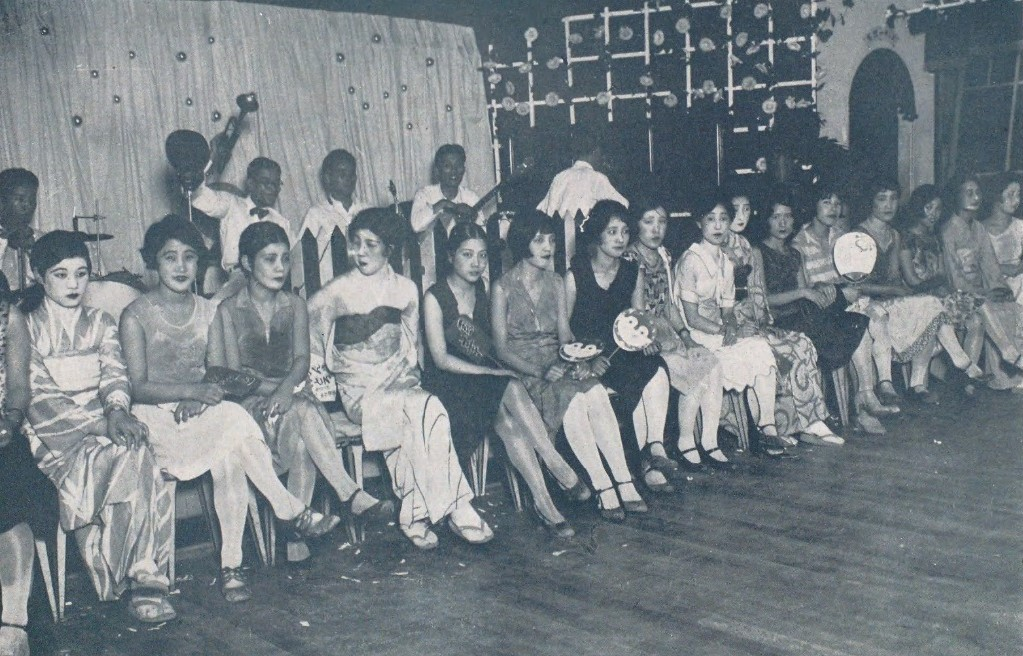
東京四谷にあった国華ダンスホール。1920年代末

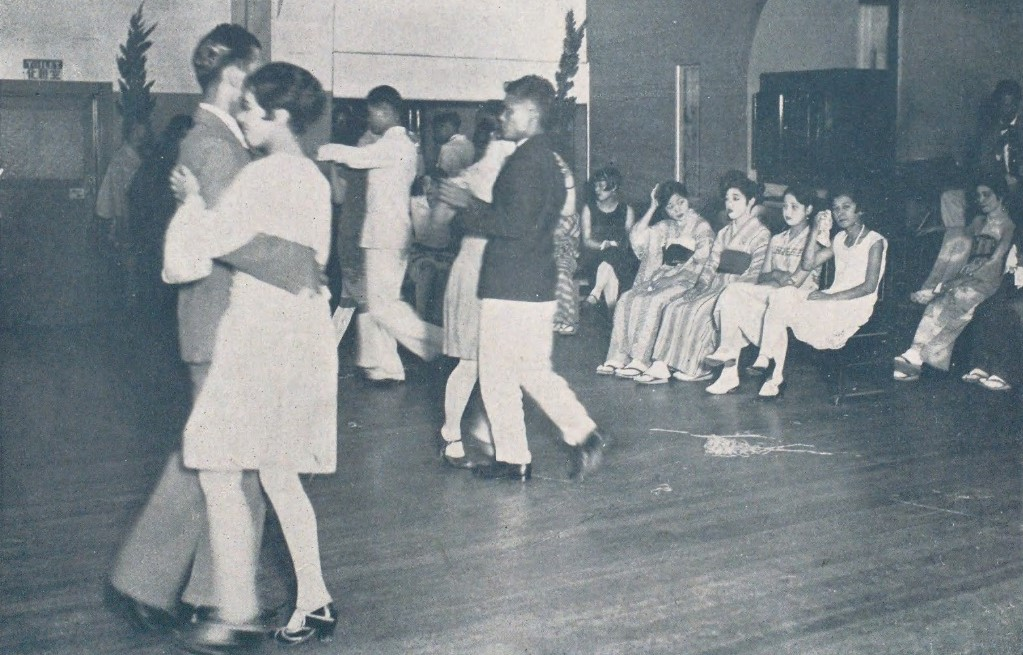
人形町のユニオンダンスホール。1920年代末

営業ダンスホールとしては、1918年（大正7年）に花月園（現在の横浜市鶴見区）に開設されたダンスホールが最初である。その後、ダンスの流行と共にダンスホールは徐々に増加し、1933年（昭和8年）には全国で約50箇所まで増えた。
1925年（大正14年）6月、警視庁はダンスホール入場者の住所氏名職業記載の台帳作成など取り締まり、このころダンスが流行し、東京府にホールが56あった。
1928年（昭和3年）11月10日、警視庁はダンスホール取締令を実施し、18歳未満男女は入場禁止にした。
1934年（昭和9年）10月、警視庁はダンスホールへの未成年者、学生、生徒の出入を禁止する通牒を学校当局、府知事に発出。店に対して「学生さんは遠慮ください」との看板を出すように指導した。
1940年（昭和15年）10月31日、東京のダンスホールはこの日かぎりで閉鎖、各ホール超満員であった。
太平洋戦争開戦間際の1940年（昭和15年）にダンス禁止令が出され戦時中はダンスホールも閉鎖状態となった。
終戦後まもなく駐留軍兵士向けのダンスホールが開業したものの、一般の日本人は入ることができなかった。1950年（昭和25年）10月に埼玉県さいたま市に戦後初のボールルーム「ルーフ・ガーデン」がオープンすると、以降日本人専門のダンスホールが続々と開設されるようになった。しかし、風俗営業の増加とともにダンスホールとキャバレーの区別が曖昧になっていき、ダンスホールも規制の対象になった。東京都の条例でも1954年（昭和29年）にはダンスホールとキャバレーの区別がなくなったが、1959年（昭和34年）にはダンスホールとキャバレー・ナイトクラブの区別が復活している。昭和の時代には社交ダンスの流行などとともにダンスホールが全国に数多くあったが、近年では社交ダンス人口が減ったことでダンスホールも減少傾向にあり、東京都内にはダンスバンドが出演するダンスホールが1軒残るのみである。また、映画『Shall we ダンス?』のロケ地となった大阪市・梅田のダンスホール「ワールド」も2001年1月末に閉館している。

### 主なダンスホール
- ダンスホール フロリダ(広島県、福山市)    1949年(昭和24年)開業。開業当時は戦後4年と生活窮乏の中にも関わらず、週末は1日に1000人もの来場者で賑わっていた。途中閉店したが現在は経営者を交代し営業中。
- クリフサイド（神奈川県、横浜元町）
1946年（昭和44年）に開業した。中村順平設計。
- ダンスホール新世紀（東京、鶯谷）
1969年（昭和44年）6月に鶯谷に移転開業した。東宝ダンスホールと共に半世紀近い歴史を持つが、東京都内のダンスホールはこの2軒を残すのみとなっている。また、映画『Shall we ダンス?』の舞台モデルになったことでも知られる[10][11][12]。かつてはSFCGの創業者であった大島健伸の父、大島正義が経営していた。2019年12月からは東宝ダンスホールが閉店するので都内で1軒となる。
- 東宝ダンスホール（東京、有楽町）
創業は1969年（昭和44年）5月。東宝株式会社の関連会社、株式会社東宝エンタープライズが経営するダンスホールとして誕生した。日比谷劇場街の一等地にある。半世紀近い歴史を持つ日本を代表する格式あるダンスホールとして有名である。2019年11月末日をもって閉館した。
- ダンスホール ムーンリバー（名古屋）
かつて名宝会館内にあった「ムーンリバー」が2002年末に名古屋朝日会館（朝日新聞名古屋本社が入っているビル）内へ移転し、以降は「ウインターガーデン」として営業していた。しかし、2013年10月28日にCBCテレビ放送の『ゴゴスマ -GO GO!Smile!-』においてキンタロー。が同店の再移転をリポートしており、同年12月23日に名古屋朝日会館での営業を終了した。2014年1月6日には名古屋市中区の名古屋広小路伏見中駒ビル8階にてダンスショップをオープンし、さらに同年2月上旬に同ビル9階でかつての名称であるダンスホール「ムーンリバー」として営業を再開した[13]。